# Овчинников (ювелирная фирма)
Овчинников — ювелирная фирма. Поставщик Двора Его Императорского Величества с 1872 года.

## История

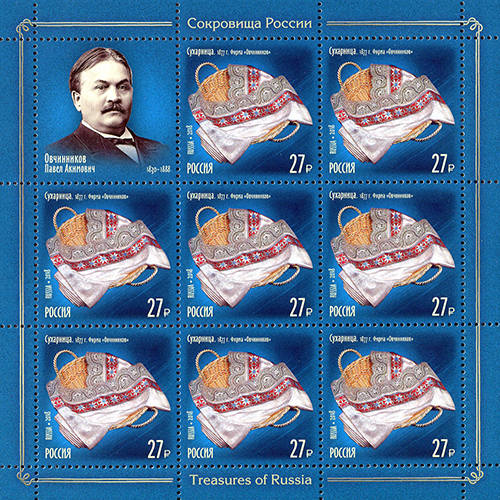
Лист «Сухарница. 1877 г. Фирма «Овчинников». Павел Акимович Овчинников (1830—1888)».

Основатель фирмы, Павел Акимович Овчинников, родился в 1830 году крепостным у князей Волконских. В подростковом возрасте был отправлен в Москву на фабрику к своему брату, А.А. Овчинникову, где в течение 8 лет трудился подмастерьем. Получил вольную.
После свадьбы приданое супруги — 1000 рублей, пустил на развитие собственного дела.
В 1850 году Овчинников открыл мастерскую. В 1853 была на Швивой горке открыта фабрика золотых и серебряных дел, сам Овчинников был записан в 3 гильдию купечества. Уже в 1853 году годовой оборот фабрики составлял 250 тысяч рублей.
В 1854 году оборот фирмы составил уже 1,5 миллиона рублей.
П. Овчинников — один из первых московских ювелиров, открывший при фабрике художественную школу. В 1871 году при фабрике было возведено двухэтажное здание, на первом этаже которого были мастерские, на втором — общежитие на 130 человек. Срок обучения составлял от 5 до 6 лет. Помимо общеобразовательной программы, преподавались рисование, черчение, лепка из воска и глины, каллиграфия.
С 1865 года фирма была удостоена звания Поставщика Двора цесаревича Александра Александровича. Звание дважды подтверждалось, в 1881 и 1896 годах.
В 1873 году фирма П. Овчинникова открыла в Санкт-Петербурге отделение. Изначально оно находилось по адресу: Большая Морская, д. 35, позже — в доме 29 по Большой Морской.
В 1878 году фирма получила звание поставщика Двора великого князя Михаила Николаевича.
В 1881 году у Овчинникова трудилось 300 человек, из которых 130 были ученики.
В 1882 году, по итогам Всероссийской художественно-промышленной выставки 1882 года, фабрикант Овчинников получил право размещать на своей продукции государственный герб.
Авторами моделей продукции Овчинникова были известные скульпторы и художники: И. Монигетти, А. Опекушин, Е. Лансере, В. Васнецов. Известно, что Овчинников платил своим рисовальщикам от 6 до 10 тысяч рублей в год для поддержание высокого уровня выпускаемых изделий.
После смерти Павла Акимовича его дело продолжили сыновья Александр, Михаил, Павел и Николай. Петербургское отделение после смерти основателя фирмы возглавлял Михаил Павлович Овчинников.
Многие образцы работы фирмы Овчинникова хранятся в Государственном Историческом музее, музеях и частных коллекциях России и ряда европейских стран.

## Стиль, техники и ассортимент

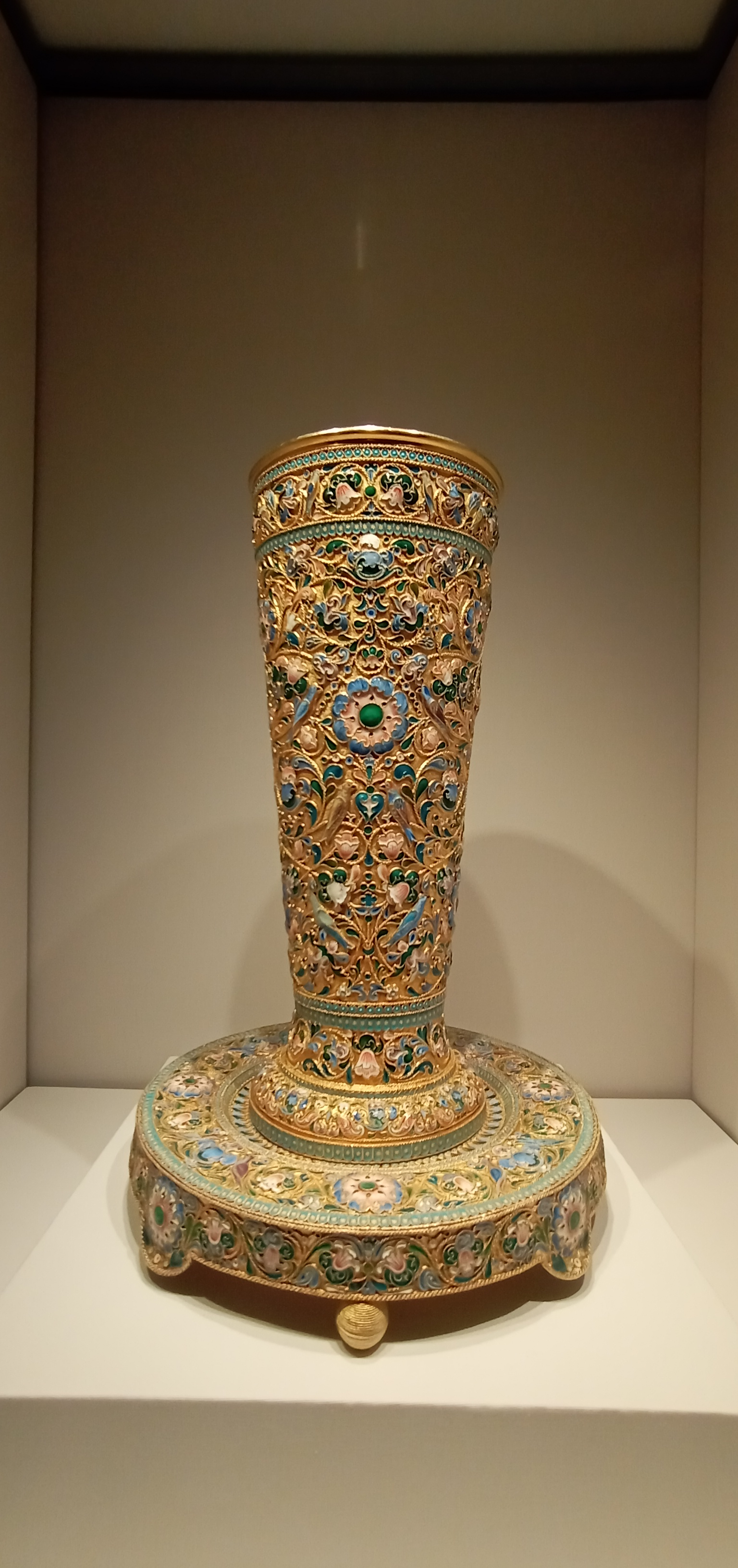
Ваза на подставке, производство фирмы Овчинников

Фабрика Овчинникова первой в Российской Империи стала выпускать изделия в древнерусском стиле. Предметы Овчинникова часто содержали народнические темы. Мастера фирмы использовали различные техники, однако наибольшую известность Овчинников получил за чеканку, литье и эмали. Использовались техники перегородчатой, витражной и расписной полихромной эмалей. Помимо этого, ювелирами фирмы активно использовалось чернение. Использовалась эмаль по скани, эмаль по чеканке.
Первые 10 лет фабрика Овчинникова выпускала предметы для богослужений: напрестольные Евангелия и кресты, хоругви, лампады, оклады для икон, дарохранительницы, паникадила, богослужебные сосуды и другую утварь для храмов.
Позже фирма стала производить предметы бытового назначения: столовое серебро, сервизы, сахарница, наборы для вина, братины, ковши. Изготавливались пресс-папье, портсигары, чернильные приборы и шкатулки, скульптурные группы.
Некоторые предметы для фирмы «Овчинников» изготавливались торговым домом «Бейлин и сын».

## Награды
- Всемирная выставка в Париже 1867 года. Серебряная медаль.
- На Всероссийской художественно-промышленной выставке 1882 года школа была отмечена серебряной медалью «за выставленные предметы, относящиеся к лепке из глины и письму по эмали, а также за рисунки и композиции самих учеников».

## Известные работы
- Иконостас Успенского собора Московского Кремля. Серебро, золочение[11].
- Альбом дли фотографий, поднесенный московскому градоначальнику В. А. Долгорукову от Московского городского общественного управления по случаю 50-летия. Серебро, эмаль, дерево, бумага, бархат; литье, чеканка, гравировка, золочение, акварель.

- Чернильный набор со стола И. А. Гончарова, подаренный ему в память совершеннолетия Наследника императором Александром III. Серебро, эмаль, металл, литье, чеканка, золочение.

- Ларец, подаренный жителями Москвы Императорским Высочествам Ксении Александровне и Александру Михайловичу по случаю их венчания 25 июля 1894 года. Серебро, бриллианты, алмазы, альмандины, рубины, аметисты, литьё, чеканка, золочение, живопись.

- Евангелие по рисункам Л. Даля для Храма Христа Спасителя. Серебро, перегородчатая эмаль.
- Серебряная ваза «Сказка в металле». Серебро, чеканка, полихромная эмаль, сапфиры, турмалины, гранаты, сердолики и аметисты[10].
- «Памятник освобождения крепостных крестьян» — письменный прибор, украшенный скульптурой крестящегося крестьянина, сеющего зерно[12].
- Рака для мощей святителя Феодосия Черниговского. Бронза, золочение[13].

## Клейма на изделиях фирмы
Петербургское отделение использовало клейма «ПОВЧИННИКОВ» и «ПО». Известны также клейма «П. ОВЧИННИКОВ», «П.О».
«М.ОВЧИННИКОВЪ» — клеймо Михаила Павловича Овчинникова, петербургское отделение. Известны клейма «М. Овчинников», «П. Овчинников», «ОВЧИННИКОВ», «АБ», «ИА».